# Klagetavlen til Ea-nasir
Klagetavlen til Ea-nasir er en lertavle fra Ur, som nu tilhører British Museum. På tavlen er der skrevet et klagebrev til en handelsmand ved navn Ea-nasir fra en kunde ved navn Nanni. Den betragtes som den ældste kendte nedskrevne klage. Tavlen blev skrevet omkring 1750 f.Kr., og British Museum erhvervede den i 1953 .
Ea-nasir rejste til den persiske bugt for at købe kobber og sælge det i Mesopotamien. Det fremgår af klagetavlen, at han havde aftalt at sælge kobberbarrer til Nanni. Nanni sendte sin tjener med penge for at fuldføre handelen med Ea-nasir. Kobberet var af lav kvalitet og ikke acceptabelt. På grund af dette skrev Nanni et brev på en lertavle med kileskrift til Ea-nasir. På tavlen klager Nanni til Ea-nasir over, at kobberet var af den forkerte kvalitet, og at der også var problemer med en anden leverance. Han beklagede også, at hans tjener vist nok var blevet behandlet uhøfligt. Endelig skrev han, at han ikke accepterede kobberet, selv om han allerede havde betalt for det.

## Eksterne links
- Billeder af tavlen fra alle sider